# Misgolas papillosus
Misgolas papillosus är en spindelart som först beskrevs av William Joseph Rainbow och Robert Henry Pulleine 1918.  Misgolas papillosus ingår i släktet Misgolas och familjen Idiopidae.
Artens utbredningsområde är Queensland. Inga underarter finns listade i Catalogue of Life.